# Lycosa gigantea
Lycosa gigantea là một loài nhện trong họ Lycosidae.
Loài này thuộc chi Lycosa. Lycosa gigantea được Carl Friedrich Roewer miêu tả năm 1960.